# Saint-Martin-l'Astier
Saint-Martin-l'Astier là một xã, nằm ở tỉnh Dordogne vùng Aquitaine của Pháp. Xã này có diện tích 9,4 km², dân số năm 2004 là 138 người. Xã nằm ở khu vực có độ cao trung bình 45 m trên mực nước biển.

## Thông tin nhân khẩu
| Năm    | 1962 | 1968 | 1975 | 1982 | 1990 | 1999 | 2004 |
| ------ | ---- | ---- | ---- | ---- | ---- | ---- | ---- |
| Dân số | 119  | 128  | 120  | 140  | 152  | 137  | 138  |